# Джонсон, Леон
Леон Джонсон (фр. Léon Johnson; 28 февраля 1876, Ницца — 2 января 1943, Париж) — французский стрелок, призёр летних Олимпийских игр.
Джонсон трижды участвовал в Олимпийских играх, и на первых своих летних Олимпийских играх 1908 в Лондоне он соревновался в четырёх дисциплинах. В стрельбе из винтовки на 300 метров он стал третьим среди команд и восьмым среди отдельных спортсменов. В стрельбе из малокалиберной винтовки на 25 метров он занял 10-е и 21-е места, стреляя по подвижной и исчезающей мишени соответственно.
На следующих летних Олимпийских играх 1912 в Стокгольме Джонсон дважды занял четвёртые места выступая за свою сборную и один раз пятое. В индивидуальных дисциплинах лучшим результатом стало десятое место в стрельбе из пистолета на 50 метров.
На последних своих летних Олимпийских играх 1920 в Антверпене Джонсон дважды занял второе место в стрельбе из винтовки лёжа на 300 метров среди отдельных спортсменов и среди команд. Также он один раз стал четвёртым, четырежды пятым и один раз шестым.
Также Джонсон шесть раз становился серебряным призёром чемпионатов мира и шесть бронзовым.